# Kanton Poissy-Sud
Kanton Poissy-Sud (fr. Canton de Poissy-Sud) je francouzský kanton v departementu Yvelines v regionu Île-de-France. Skládá se ze šesti obcí.

## Obce kantonu
- Les Alluets-le-Roi
- Crespières
- Davron
- Morainvilliers
- Orgeval
- Poissy (jižní část)